# 3486-os busz
A 3486-os jelzésű autóbuszvonal egy Szilvásvárad és Csokvaomány között közlekedő helyközi járat, amelyet a Volánbusz Zrt. üzemeltet tanítási napokon, Csernely és Lénárddaróc érintésével.

## Útvonala
Szilvásvárad Szalajka-völgyi elágazásától indul. Dédestapolcsány irányába indul el, de előtte egyből le is tér a vasútállomás felé vezető útra, melyen egyben Csernelyre, Ózdra lehetséges az eljutás. Az első település Bükkmogyorósd. Egy pár Csernelyen végállomásozik, ahonnan aztán Lénárddaróc felé kanyarodik. A községet követően a csokvaományi elágazásból az imént említett település felé, Nekézseny felé és Sáta felé is vezet út, mely mellett a néhai Csokvaomány megállóhely (Eger–Putnok-vasútvonal) is található. Az alig 800 lelket számláló falu a vonal végállomása.
2024. február 29-ig Tólápa nevezetű településrészéig (3 kilométerre található a központtól) tartott a vonal, mint ahogy sok másik vonalszámú busz is elközlekedett eddig, ezen dátummal az eljutás ide megszűnt.

## Közlekedése
Indításszáma alacsony. Ellentétes irányban útvonala változatlan.
| Indulási helyszín                   | Érkezési helyszín   | Indításszáma | Közlekedése      |
| ----------------------------------- | ------------------- | ------------ | ---------------- |
| Szilvásvárad, Szalajka-völgyi elág. | Csernely, aut. vt.  | 1 pár        | tanítási napokon |
| Szilvásvárad, Szalajka-völgyi elág. | Csokvaomány, Fő tér | 3 pár        | tanítási napokon |

## Megállóhelyei
| 0  | Szilvásvárad, Szalajka-völgyi elágazás végállomás | 0.0 km  | 1054 3408, 3410, 3411, 3412, 4157, 4194  |
| 1  | Szilvásvárad, Miskolci út 28.                     | 0.7 km  | 1054 3408, 3410, 3411, 3412, 4157, 4194  |
| 2  | Szilvásvárad, vasútállomás bejárati út            | 1.7 km  | 3410, 3412, 4157                         |
| 3  | Bükkmogyorósd, autóbusz-váróterem                 | 5.5 km  | 3410, 3412, 4157, 4161                   |
| 4  | Csernely, autóbusz-váróterem vonalközi végállomás | 8.0 km  | 3410, 3412, 4154, 4157, 4160, 4161       |
| 5  | Csernelyi elágazás                                | 8.4 km  | 3410, 3412, 4153, 4154, 4157, 4160, 4161 |
| 6  | Csernely, Vörösmarty utca 5.                      | 8.9 km  | 4153, 4154, 4160, 4161                   |
| 7  | Lénárddaróc, Dózsa György utca 125.               | 10.6 km | 4153, 4154, 4160, 4161                   |
| 8  | Lénárddaróc, községháza                           | 11.1 km | 4153, 4154, 4160, 4161, 4195             |
| 9  | Lénárddaróc, Dózsa György utca 4.                 | 11.5 km | 4153, 4154, 4160, 4161, 4195             |
| 10 | Lénárddaróc, újtelep                              | 12.0 km | 4153, 4154, 4160, 4161, 4195             |
| 11 | Kismezőpuszta                                     | 12.6 km | 4153, 4154, 4160, 4161, 4195             |
| 12 | Csokvaomány, óvoda                                | 15.6 km | 4154, 4160, 4161, 4193, 4194, 4195       |
| 13 | Csokvaomány, tűzoltószertár                       | 15.9 km | 4154, 4160, 4161, 4193, 4194, 4195       |
| 14 | Csokvaomány, Fő tér végállomás                    | 16.5 km | 4154, 4160, 4161, 4193, 4194, 4195       |